# Gotamara
Gotamara es una ciudad censal situada en el distrito de Angul en el estado de Odisha (India). Su población es de 7420 habitantes (2011). Se encuentra a 101 km de Bhubaneswar y a 93 km de Cuttack.

## Demografía
Según el censo de 2011 la población de Gotamara era de 7420 habitantes, de los cuales 3894 eran hombres y 3526 eran mujeres. Gotamara tiene una tasa media de alfabetización del 83,86 %, superior a la media estatal del 72,87 %: la alfabetización masculina es del 91,40 %, y la alfabetización femenina del 75,62 %.